# Shin Kanemaru
Shin Kanemaru (金丸 信 Kanemaru Shin?,  Minami-Alps, Yamanashi; 17 de septiembre de 1914 - Yamanashi; 28 de marzo de 1996) fue un importante político japonés, desde la década de 1970 hasta la de 1990.
Fue miembro del gobernante Partido Liberal Democrático (PLD) y miembro de la facción de Noboru Takeshita. Fue diputado de la Cámara de Representantes, representando a su prefectura desde 1958 hasta 1992. También fue Ministro de la Construcción durante el gobierno de Kakuei Tanaka. Entre 1984 y 1986 asumió la Secretaría General del PLD y luego entre 1986 y 1987 fue vice primer ministro de Japón dentro del gabinete de Yasuhiro Nakasone.
En 1992 fue acusado en el escándalo de corrupción de Sagawa Kyubin, y se le imputaron cargos de evasión fiscal en un caso de sobornos que él recibió por parte de empresas de construcción, con el fin de buscar influencia política. Renunció a su cargo de diputado y fue arrestado el 13 de marzo de 1993, luego de hallarse en su casa al menos 51 millones de dólares en bonos al portador y cientos de lingotes de oro.
Falleció en Yamanashi, el 28 de marzo de 1996.